# Есекс Вилиџ (Конектикат)
Есекс Вилиџ (енгл. Essex Village) насељено је место без административног статуса у америчкој савезној држави Конектикат.

## Демографија
По попису из 2010. године број становника је 2.495, што је 78 (-3,0%) становника мање него 2000. године.
| Група             | 2000.         | 2010.         |
| Белци             | 2.508 (97,5%) | 2.378 (95,3%) |
| Афроамериканци    | 11 (0,4%)     | 20 (0,8%)     |
| Азијати           | 13 (0,5%)     | 20 (0,8%)     |
| Хиспаноамериканци | 24 (0,9%)     | 58 (2,3%)     |
| Укупно            | 2.573         | 2.495         |